# Vicente Mondéjar Piccio
Vicente Mondéjar Piccio (1 de marzo de 1927–28 de abril de 2015) fue un mayor general de la fuerza aérea filipina.

## Carrera
Piccio Nació en Iloilo. Entró en la escuela de pilotos de la fuerza aérea filipina en 1949 y se graduó en 1951. Fue asignado alférez en la fuerza de reserva, donde fue asignado como Comandante de Vuelo e Instructor en Base Aérea en Lipa. Un año más tarde, fue transferido a la a Base Aérea de Floridablanca donde fue incluido en la fuerza P-51 Mustang. En 1954,  completó el Curso de Agentes del Escuadrón en la Escuela de Agente de Fuerza Aérea. (enlace roto disponible en Internet Archive; véase el historial, la primera versión y la última). Esté promovido a teniente el 2 de diciembre de 1954 e integrado a la fuerza regular el 29 de diciembre de 1955. Fue promovido a Capitán el 7 de abril de 1956., y luego nombrado Comandante de División de la 3.ª División del Aire en 1978 y promovido a a General de Brigada el 11 de julio de 1979. El 16 de julio de 1980, fue designado como el general de la Orden de Seguridad de la Aviación y en 1981 devenía el Vicio-Comandante de la Fuerza del Aire de la Fuerza Aérea de Filipinas en capacidad concurrente. En el mismo año, fue nombrado Quinto Presidente de Comisión Militar. Después de un año, el 5 de abril de 1982 se convirtiera General de las Fuerzas del Aire de Filipinas. El 2 de mayo del mismo año fue promovido a Mayor general.
Piccio fue responsable de emitir en 1985 una directiva que eliminaba el subsidio del personal de la Fuerza Aérea Filipina por viaje o por obtención de empleo sin autorización presidencial o por parte de otras autoridades. 

### Revolución del Poder popular
Piccioasignado como el comandante de las fuerzas del aire durante la Revolución del Poder Popular en 1986, durante la que perdió el control eficaz de las fuerzas del aire con la deserción de un número de pilotos de helicóptero de la 15.ª Ala de Asalto, bajo el control del Col. Antonio Sotelo, que proporcionó cubierta aérea para la rebelión de las tropas bajo el entonces Ministro de Defensa Juan Ponce Enrile y el teniente Gen. Fidel V. Ramos, entonces cabo del ahora disuelto grupo paramilitar conocido como la Gendarmería Filipina.
La calamidad de los pilotos de las fuerzas del aire de élite, los analistas y los historiadores dicen que fue clave al éxito eventual de la Revolución que respaldó la dictadura de Ferdinand Marcos.

## Vida personal
Piccio estuvo casado con Nena Hernández de Belison, Antique, con quien tuvo siete hijos: Vincent Bernard, Elizabeth Mary, Philip Gregory “Dobol P”, Bernard, Robert Ephrem, Christopher y Paul Anthony. 
Piccio falleció el 28 de abril de 2015 en Belison.